# Anders Otto Lindfors
Anders Otto Lindfors, född den 28 juli 1781 i Karstorp i Näsby socken, Jönköpings län, död den 8 mars 1841 i Lund, var en svensk filolog och historiker. Han var farfar till Henrik och Axel Otto Lindfors.
Lindfors blev 1798 student vid Lunds universitet, filosofie kandidat 1801, filosofie magister 1802, docent i pedagogik 1803 och i teoretisk filosofi 1805. Han avlade hovrättsexamen 1810 samt förordnades till notarie i det så kallade uppfostringsutskottet. År 1811 blev han adjunkt i historia och 1816 professor i samma ämne. År 1819 prästvigdes han och blev prebendekyrkoherde i Bjärshög och Oxie, men kom genom sin utnämning 1826 till eloquentiæ et poëseos professor på sin rätta plats.
Även om han var duglig på åtskilliga områden, hade han dock mest utmärkt sig som lärare i latin och som skriftställare. Han blev 1830 teologie doktor. Lindfors gav ut en stor mängd akademiska avhandlingar, bland vilka märks Berättelse om erkebiskop Anders Sunessons graf, upptäckt i Lunds domkyrka (1833, tillsammans med Henrik Reuterdahl), vidare Index latinitatis in Ciceronis Brutum (1804), Handbok i romerska antiqviteterna (1814; andra upplagan 1830) samt Fullständigt svenskt och latinskt lexicon (I—II, 1815-24).